# KELT-2Ab

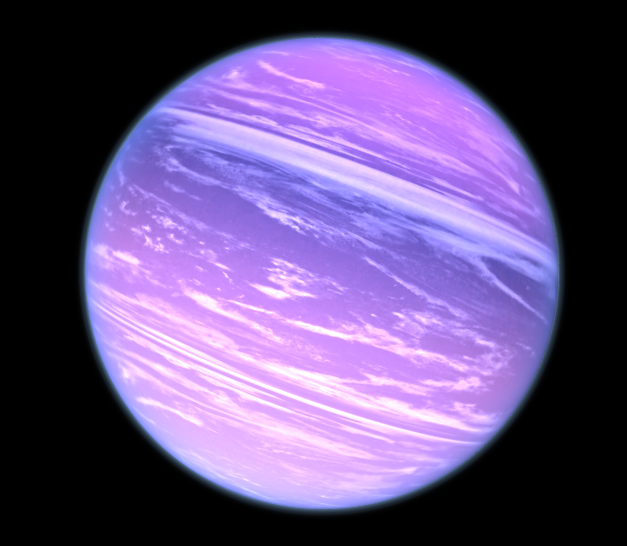
Imagem ilustrativa de KELT-2AB.

KELT-2Ab é um planeta extrassolar que orbita em torno de KELT-2A, uma estrela do tipo F que faz parte de um sistema estelar binário localizada a aproximadamente 419 anos-luz de distância a partir da Terra, na constelação de Auriga. Foi descoberto pelo projeto KELT através do método do trânsito, sua massa e raio são conhecidos com bastante precisão. Até a data de sua descoberta KELT-2Ab era o quinto Júpiter quente mais brilhante em trânsito conhecido que tem uma massa bem determinada. Isso faz com que o sistema KELT-2A seja um alvo promissor para futuras observações de seguimento espacial e terrestre para aprender sobre a atmosfera do planeta.